# 아우내 3·1 운동 독립사적지
아우내 3·1 운동 독립사적지(아우내 3·1運動 獨立史蹟址)는 대한민국 천안시에 위치한 사적지로 이화학당 학생이었던 유관순이 3·1 운동 때 서울시위에 참여한 후에 학교가 휴교하자 고향 병천으로 내려와 천안·청주의 교회와 유림대표 및 마을의 대표들과 협의하여 음력 3월 1일에 만세 시위를 하였던 곳이다.
유적지 가운데 생가지의 고택과 봉화지는 1972년 10월 14일에 사적 제230호로 지정되었고, 사적 지정에서 빠진 아우내 3·1운동 유적지는 1986년 충청남도에서 기념물로 지정하였다.
1947년에 유관순열사 기념사업회는 아우내 시장이 내려다 보이는 병천 구미산에 기미독립만세 기념탑을 세웠다. 비문은 정인보가 짓고, 김충현이 글씨를 썼다. 추모각은 유관순 열사의 애국정신을 기리고 영혼을 추모하기 위하여 매봉산 아래에 건립하였다. 추모각에는 윤여환이 그린 유관순 열사의 정부표준영정이 모셔져 있다.

## 같이 보기
- 3·1 운동
- 천안 유관순 열사 유적 - 사적 제230호

## 참고 문헌
- 《문화재대관》, 충청남도, 1996년
- 《천안시지》, 천안시, 1997년
- 《충청남도지정문화재해설집》, 충청남도, 2001년

## 참고 자료
- 아우내 3·1 운동 독립사적지 - 국가유산청 국가유산포털